# Trofeo Ses Salines-Campos-Porreres-Felanitx 2020
La 29e édition du Trofeo Ses Salines-Campos-Porreres-Felanitx a lieu le 30 janvier 2020, sur un parcours de 170,7 kilomètres tracé dans les Îles Baléares en Espagne, entre Ses Salines et Felanitx. La course est la première manche du Challenge de Majorque 2020 et fait partie du calendrier UCI Europe Tour 2020 en catégorie 1.1 et de la Coupe d'Espagne. Elle fut remportée par l'Italien Matteo Moschetti de l'équipe Trek-Segafredo.

## Présentation

### Équipes
23 équipes participent à ce Challenge de Majorque - 5 WorldTeams, 9 ProTeams, 7 équipes continentales et 2 équipes nationales :
| WorldTeams (5)- Bora-Hansgrohe - Lotto Soudal - Movistar Team - Israel Start-Up Nation - Trek-Segafredo ProTeams (9)- Bardiani CSF Faizanè - Burgos-BH - Caja Rural-Seguros RGA - Euskaltel-Euskadi - Arkéa-Samsic - Gazprom-RusVelo - Sport Vlaanderen-Baloise - Circus-Wanty Gobert - Vini Zabù-KTM Équipes continentales (8)- Kometa-Xstra - Canyon DHB p/b Bloor Homes - Team SKS Sauerland NRW - Gios Kiwi Atlántico - Equipo Kern Pharma - Team Work Service Romagnano - Swiss Racing Academy - Memil Équipe nationale- Suisse |
| |

## Classement final
| \| Classement général \| Classement général \| Classement général \| Classement général \| Classement général \| \| Coureur \| Coureur \| Pays \| Équipe \| Temps \| \| ------------------ \| ---------------------- \| ------------------ \| ---------------------- \| ------------------ \| \| 1er \| Matteo Moschetti \| Italie \| Trek-Segafredo \| \| \| 2e \| Pascal Ackermann \| Allemagne \| Bora-Hansgrohe \| + 0 s \| \| 3e \| Jon Aberasturi \| Espagne \| Caja Rural-Seguros RGA \| + 0 s \| \| 4e \| Enrique Sanz \| Espagne \| Equipo Kern Pharma \| + 0 s \| \| 5e \| Andrea Pasqualon \| Italie \| Circus-Wanty Gobert \| + 0 s \| \| 6e \| Emīls Liepiņš \| Lettonie \| Trek-Segafredo \| + 0 s \| \| 7e \| Tom Van Asbroeck \| Belgique \| Israel Start-Up Nation \| + 0 s \| \| 8e \| Nacer Bouhanni \| France \| Arkéa-Samsic \| + 0 s \| \| 9e \| Manuel Peñalver \| Espagne \| Burgos-BH \| + 0 s \| \| 10e \| Viatcheslav Kouznetsov \| Russie \| Gazprom-RusVelo \| + 0 s \| |                        |           |                        |       |
| |                        |           |                        |       |
| Source : ProCyclingStats |                        |           |                        |       |
| Classement général |                        |           |                        |       |
| Coureur | Coureur                | Pays      | Équipe                 | Temps |
| 1er | Matteo Moschetti       | Italie    | Trek-Segafredo         |       |
| 2e | Pascal Ackermann       | Allemagne | Bora-Hansgrohe         | + 0 s |
| 3e | Jon Aberasturi         | Espagne   | Caja Rural-Seguros RGA | + 0 s |
| 4e | Enrique Sanz           | Espagne   | Equipo Kern Pharma     | + 0 s |
| 5e | Andrea Pasqualon       | Italie    | Circus-Wanty Gobert    | + 0 s |
| 6e | Emīls Liepiņš          | Lettonie  | Trek-Segafredo         | + 0 s |
| 7e | Tom Van Asbroeck       | Belgique  | Israel Start-Up Nation | + 0 s |
| 8e | Nacer Bouhanni         | France    | Arkéa-Samsic           | + 0 s |
| 9e | Manuel Peñalver        | Espagne   | Burgos-BH              | + 0 s |
| 10e | Viatcheslav Kouznetsov | Russie    | Gazprom-RusVelo        | + 0 s |

## Classements UCI
La course attribue aux coureurs pour le Classement mondial UCI 2019 selon le barème suivant :
| Position           | 1er | 2e | 3e | 4e | 5e | 6e | 7e | 8e | 9e | 10e | 11e | 12e | 13e à 15e | 16e à 25e |
| Classement général | 125 | 85 | 70 | 60 | 50 | 40 | 35 | 30 | 25 | 20  | 15  | 10  | 5         | 3         |